# درایان ۴۹۷۰
سیارک ۴۹۷۰ (به انگلیسی: 4970 Druyan، نامگذاری:1988VO2) چهار هزار و نهصد و هفتادمین سیارک کشف شده‌است که در ۱۲ نوامبر ۱۹۸۸ کشف شد.
قدر مطلق سیارک برابر ۱۲٫۹۰ است.